# Paradigm
Pour les articles homonymes, voir Paradigme (homonymie).
Paradigm est un jeu vidéo d'aventure pointer-cliquer développé par Jacob Janerka,.

## Trame
Le jeu suit Paradigm, qui a été génétiquement développé, terriblement mutée dans son processus et a été jeté dans une ville post-soviétique pour grandir seul. Paradigm s'aventure ensuite à travers son passé pour découvrir qu'il est un enfant prodige muté et qu'il doit vaincre Olof, un paresseux qui est à la tête de DUPA Genetics.

## Développement
Le jeu a été financé par une campagne Kickstarter qui s'est terminé le 7 octobre 2014, après avoir levé 36 557 $ AUD par 1 387 donneurs, soit 250% au-dessus de son objectif de financement initial de 14 000 $ AUD. Pour aider à financer le projet, le concepteur du jeu Jacob Janerka a quitté son travail.

### Thèmes
L'esthétique du jeu présente un look futur post-apocalyptique des années 1970 et 1980 en Europe de l'Est.

## Marketing et diffusion
Avec Kickstarter, une démo alpha du jeu était disponible au téléchargement et à la lecture. Le jeu devait initialement sortir à la mi-2015.
Le 4 août 2016, le jeu a été choisi comme l'un des six gagnants à être présenté au PAX Aus Indie Showcase 2016,. En mars 2017, une bande-annonce a été publiée sur la chaîne YouTube du développeur avec une date de sortie révélée le 5 avril 2017 pour Steam et Humble Bundle.

## Accueil
Les critiques du jeu ont été globalement positives, le jeu détenant actuellement un score moyen de 89,83% sur GameRankings  et un 86 sur Metacritic. Destructoid a donné au jeu une note de 9 sur 10, louant son sens de l'humour décalé, son histoire engageante, son monde distinctif et ses personnages divers. IGN a donné au jeu une note de 8,0 sur 10, louant son doublage et sa comédie et disant qu'il "offre une entrée fraîche et mémorable" pour le genre. Press Start a donné au jeu une note de 9 sur 10, louant son humour, ses énigmes bien pensées, l'univers du jeu.